# Yamaha XT660Z Ténéré
La Yamaha XT660Z Ténéré est une moto de type trail fabriquée par Yamaha depuis 2008. Elle est la digne héritière de la Yamaha XT 600 et Yamaha XTZ 660 trail robuste mythique des années 80 et 90, elle connu un succès d'estime car trop en avance sur son temps et la nouvelle mode du trail apparu en 2016, ce malgré sa qualité de fabrication et sa simplicité bien que dorénavant assez recherché en occasion. Une version sans ABS jusqu'en 2011 et ensuite avec ABS (6 kg plus lourde et 865 mm de hauteur de selle contre 895 mm) jusqu' a la fin de la fabrication en 2016. Sa grande sœur était la Yamaha XT1200Z Super Ténéré. Elle fut remplacée par la Ténéré 700 en  2019. 
Elle est entre autres utilisée dans l'armée française en remplacement de la Cagiva T4.